# Carlos Ocaña y Pérez de Tudela
Carlos Ocaña y Pérez de Tudela (Madrid, 24 de maig de 1959) és un economista espanyol, llicenciat en Ciències Econòmiques i Empresarials per la Universitat de Saragossa i Doctor per la Universitat de Northwestern (USA).
Ha estat professor titular en el Departament d'Economia de la Universitat Carles III de Madrid, Sotsdirector General d'Estudis del Tribunal de Defensa de la Competència i Sotsdirector de Desenvolupament Regulatori de la Comissió del Sistema Elèctric. En 1998 va passar a ocupar el lloc d'Administrador Principal en l'Agència Internacional de l'Energia (OCDE), amb seu a París, i, posteriorment, Director de la Càtedra SAMCA de Regulació i Competència a la Universitat de Saragossa.
D'abril de 2004 a 2006 va ser Secretari General de Pressupostos i Despeses, i de 2006 a 2011, Secretari d'Estat d'Hisenda i Pressupostos del Ministeri d'Economia i Hisenda, substituint-lo Juan Manuel López Carbajo. Des de setembre de 2011 és el Director General de Funcas (Fundació de les Caixes d'Estalvis).